# Збройні сили Гвінеї
Збройні сили Республіки Гвінея (фр. Forces armées guinéennes) — Збройні сили Гвінеї. Вони відповідають за територіальну безпеку кордонів держави і оборону країни перед зовнішніми нападами та агресією.
Збройні сили Гвінеї поділені на п'ять видів — сухопутні війська, військово-морські сили, повітряні сили, парамілітарну Національну Жандармерію та Республіканську Гвардію — командувачі яких підзвітні Голові Об'єднаного комітету начальників штабів, який підпорядковується Міністру оборони. На додачу, сили безпеки країни включають сили Національної поліції (Sûreté National). Жандармерія відповідає за внутрішню безпеку має декілька тисяч особового складу та має військове озброєння та техніку. Її доповнює Республіканська гвардія, яка забезпечує охорону представників уряду.